# 網代村
網代村（あじろむら）はかつて岐阜県本巣郡に存在した村である。1963年4月1日に岐阜市に編入された。

## 概要
人口は1962年現在で1,798人。面積は12平方キロメートル。

## 歴史
- 1889年（明治22年）7月1日 - 町村制施行に伴い、方県郡 則松村、秋沢村、雛倉村、奥村、西秋沢村が合併し、網代村が成立する。
- 1897年（明治30年）4月1日[1] - 本巣郡に移管する。
- 1963年（昭和38年）4月1日 - 岐阜市に編入される。

## 交通

### 鉄道
最寄駅は美濃本巣駅。

## 地名
- 秋沢（あきざわ）
- 西秋沢（にしあきざわ）
- 則松（のりまつ）
- 雛倉（ひなぐら）
- 奥（おく）

## 学校
- 網代村立網代小学校（現・岐阜市立網代小学校）
- 中学校は岐阜市の岐阜市立稲北中学校へ通学

## その他
秋沢地区には村役場と小学校がある。